# 蒲県
蒲県（ほ-けん）は中華人民共和国山西省臨汾市に位置する県。

## 歴史
南北朝時代の497年（太和21年）、北魏により設置された石城県を前身とする。579年（大象元年）に北周により蒲子県と改称された。606年（大業2年）に隋代により蒲県と改称された。この県の西部は唐代には昌原県とされた。
1958年に廃止となり呂梁県に編入されたが、1960年に再設置され現在に至る。

## 行政区画
- 鎮:蒲城鎮、薛関鎮、黒竜関鎮、克城鎮、喬家湾鎮
- 郷:山中郷、古県郷、太林郷